# Манитоба (озеро)
Манито́ба (англ. Lake Manitoba) — крупное озеро в провинции Манитоба, Канада, примерно в 75 км к северо-западу от города Виннипег.

## География
Объём воды — 14,1 км³. Площадь поверхности — 4624 км². Высота над уровнем моря — 247 м.

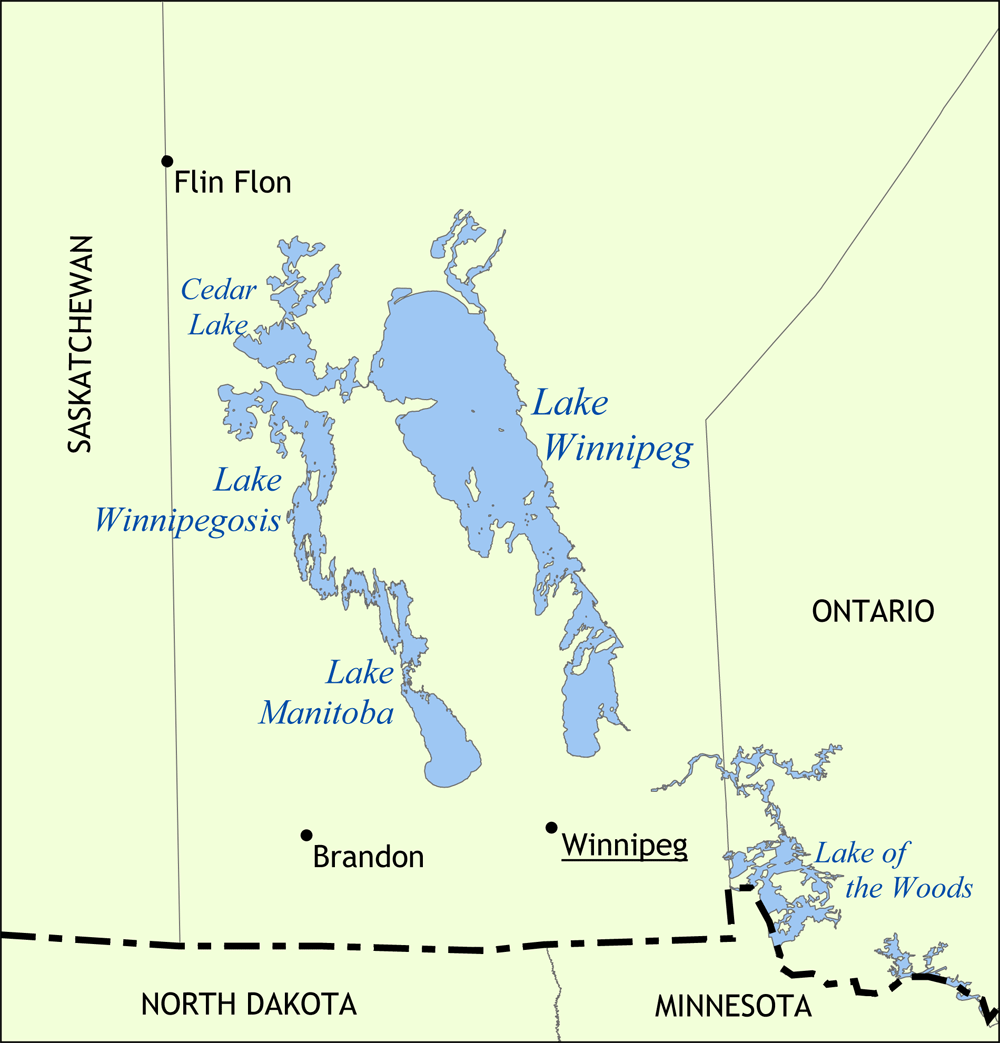
Карта озёр Виннипег, Виннипегосис, Манитоба и Сидар

Географические координаты — 51°00′ с. ш. 98°45′ з. д.. Это озеро является самым маленьким по величине из трех больших озёр в центральной части провинции Манитоба.  Озеро разделено на два связанных между собой, но совершенно разных бассейна: небольшой северный бассейн неправильной формы и гораздо более крупный южный бассейн.
Питание озеро получает от многих малых рек, основное питание — от озера Виннипегосис по реке Уотерхен (Waterhen River) через одноимённое озеро (Waterhen Lake). В северо-восточной части озера берёт начало река Дофин, которая принимает весь сток из озера Манитоба. Река течёт на северо-восток, пересекает озеро Сент-Мартин и впадает в озеро Виннипег. Озеро относительно мелкое, средняя глубина составляет 7 метров, максимальная - 20 м.
Любительское рыболовство, специализация — судак, северная щука и жёлтый окунь.

## История
Является остатком древнего озера Агассис. Открыто в 1738 году Пьером Ла Верандри, который назвал его Озером Прерий. Название Манитоба, вероятно, происходит от алгонквинского maniot-bau или maniot-wapau («дорога духов»).
В течение многих лет ходили слухи, что в озере обитает монстр, похожий на шотландское лох-несское чудовище. Попытки поймать это змееподобное чудовище, названное манипого, продолжаются примерно с 1908 года.